# Subtext
Subtext (Alternatieve titel: Subtexto en azul) is een studioalbum van Steve Khan met zijn deels vaste muziekgroep. Het is deel twee uit een ingezette serie met muziek in het genre latinfusion. Khan arrangeerde fusion- en jazznummers naar een meer Zuid-Amerikaanse inslag. De muziek stond in twee dagen in de computer van de geluidsstudio Avatar in New York. 

## Musici
- Steve Khan – gitaar
- Rubén Rodriguez – basgitaar
- Dennis Chambers – slagwerk
- Marc Quiñones – percussie
- Bobby Allende – percussie (1)

Met
- Randy Brecker – flugelhorn (1)
- Rob Mounsey – toetsinstrumenten (2,5), orkestratie (3), percussie (4,6,7,), zang (7)
- Gil Goldstein – accordeon (7)
- Mariana Ingold – stem (7)

## Muziek
| Nr. | Titel                                         | Duur |
| --- | --------------------------------------------- | ---- |
| 1.  | Bird food (Ornette Coleman)                   | 9:04 |
| 2.  | Blue subtext (Steve Khan)                     | 6:55 |
| 3.  | Baraka Sasa (Freddie Hubbard)                 | 7:17 |
| 4.  | Infant eyes (Wayne Shorter)                   | 8:31 |
| 5.  | Heard (Greg Osby)                             | 8:10 |
| 6.  | Never let me go (Ray Evans, Jay Livingston)   | 7:50 |
| 7.  | Cada gota de mar (Steve Khan, Mariana Ingold) | 7:02 |
| 8.  | Hackensack (Thelonious Monk)                  | 5:46 |
| 9.  | Bait and switch (Steve Khan)                  | 9:13 |

Tracks 2 en 6 zijn opgedragen aan Clare Fisher, track 7 aan de bevolking van Colombia.